# Arang Sapat
Arang Sapat is een bestuurslaag in het regentschap Seluma van de provincie Bengkulu, Indonesië. Arang Sapat telt 767 inwoners (volkstelling 2010).